# 쁘라찐부리주
쁘라찐부리주(태국어: ปราจีนบุรี)는 태국의 주(짱왓)이다. 이웃한 주는 북쪽부터 시계 방향으로 나콘랏차시마 주, 사깨오 주, 차층사오 주, 나콘나욕 주가 있다.

## 지리
주는 쁘라찐부리 강의 저평한 계곡과 동파야옌 산맥의 산과 고원의 두 부분으로 나뉜다. 이 지역에는 또한 카오야이 국립공원과 땁라른 국립공원이 있다.

## 행정 구역
주에는 8개의 암프(군)와 더 세부 행정구역인 53개의 땀본 그리고 474개의 무반 (행정 구역)이 있다.
| \| 1. \| 므앙쁘라찐부리군 \| \| 2. \| 까빈부리군 \| \| 3. \| 나디군 \| \| 6. \| 반상군 \| \| 7. \| 쁘라찬따캄군 \| \| 8. \| 시마하폿군 \| \| 9. \| 시마호솟군 \| |                  |
| 1. | 므앙쁘라찐부리군 |
| 2. | 까빈부리군       |
| 3. | 나디군           |
| 6. | 반상군           |
| 7. | 쁘라찬따캄군     |
| 8. | 시마하폿군       |
| 9. | 시마호솟군       |